# Gülay
Gülay ist ein türkischer weiblicher Vorname persischer und türkischer Herkunft mit der Bedeutung „Rosenmond“, der aus den Elementen gül (Rose) und ay (Mond) gebildet ist und auch als Familienname vorkommt.

## Namensträger

### Vorname
- Gülay Olt-Sahiner (* 1954), österreichische Sängerin türkischer Abstammung

### Familienname
- Ahmet Gülay (* 2003), türkischer Fußballspieler
- Cem Gülay (* 1970), deutscher Autor
- Yahya Gülay (* 1972), deutscher Kampfsportler und Weltmeister im Thaiboxen

### Künstlername
- Gülay & The Ensemble Aras, österreichische Weltmusik-Band